# Gertrude Baumstark
Pour les articles homonymes, voir Baumstark.
Gertrude Baumstark est une joueuse d'échecs et une journaliste roumaine puis allemande née le 21 mai 1941 à Timișoara et morte le 28 avril 2020 à Munich.

## Biographie et carrière
Championne de Roumanie en 1967 et 1982, Gertrude Baumstark reçut le titre de maître international féminin en 1970.
Elle participa :
- au tournoi interzonal féminin de 1971 à Ohrid : elle termina 16e-17e avec 5 points sur 17 ;
- au tournoi interzonal féminin de 1973 à Cala Galdana (Minorque) : elle fut 12e sur vingt participantes avec 9,5 points sur 19 ;
- au tournoi interzonal féminin de 1976 à Tbilissi : elle fut 7e-8e sur onze participantes avec 4,5 points sur 10 ;
- au tournoi interzonal féminin de 1979 à Alicante : elle occupa la 9e-10e place sur 18 participantes avec 8,5 points sur 17.

Gerturde Baumstark a été sélectionnée dans l'équipe de Roumanie lors de cinq olympiades féminines et remporta trois médailles individuelles ou par équipe :
- en 1969 (échiquier de réserve, remplaçante) : la Roumanie finit deuxième ;
- en 1972 (au troisième échiquier, échiquier de réserve) : médaille d'argent par équipe ;
- en 1974 (au deuxième échiquier) : médaille d'argent par équipe ;
- en 1978 (au deuxième échiquier) : médaille d'argent individuelle (10 points marqués en 13 parties) ; la Roumanie finit dixième ;
- en 1980 (au deuxième échiquier) : la Roumanie finit quatrième.

Elle fut également neuvième du premier championnat du monde d'échecs par correspondance féminin 1968-1972.